# Kenneth Hollon
Kenneth Lynn Hollon (* 26. November 1909 in Brooklyn; † 30. September 1974 in New York City) war ein US-amerikanischer Jazzmusiker (Tenorsaxophon) der Swingära.

## Leben und Wirken
Hollon arbeitete in der New Yorker Jazzszene ab den späten 1930er-Jahren u. a. mit Slim & Slam („Laughin’ in Rhythm“), Jack Teagarden, Frankie Newton und Billie Holiday („Strange Fruit“, 1939). Hollon begleitete die Sängerin bereits in der Frühphase ihrer Karriere und später auch bei ihren Auftritten u. a. im New Yorker Café Society bei Titeln wie „My Fate Is in Your Hands“ und Honeysuckle Rose. In den frühen 1940er-Jahren spielte er bei Louis Jordan & His Tympany Five und bei Buddy Johnson („A Boogie Woogie’s Mother-in-Law“); 1946 noch bei Kenny Watts and His Jumpin’ Buddies. Weitere Aufnahmen entstanden erst 1970, als Hollon beim Soundtrack des Zeichentrickfilms Fritz the Cat mitwirkte. Im Bereich des Jazz war er zwischen 1938 und 1970 an 20 Aufnahmesessions beteiligt.